# Kåkvisor
Kåkvisor, även kåklåtar, fängelsevisor eller fängelsesånger, är visor som handlar om fängelse- och/eller brottsmiljöer eller visor som sjungs i dessa miljöer.
I likhet med många andra folkligt traderade visgenrer är det svårt att säga vem som skrivit vare sig text eller melodi. Man kan anta att de är skrivna i fängelsemiljö av fångar, men upphovspersonerna är trots allt oftast okända.

## Musiken
Det finns fängelsevisor med unika melodier, men till största delen återanvänds kända melodier enligt samma mönster som vi känner igen från bland annat skillingtryck, tillfällighetsvisor och snapsvisor. Användningen av kända melodier var säkerligen också en mycket viktig förutsättning för låtarnas livskraft. Spridningen av låtarna var ju beroende av att de snabbt kan överföras muntligt från person till person och om melodin till en visa är svår att komma ihåg försvåras detta avsevärt.
Inom främst den äldre kategorin av låtar återanvänds melodier som var välkända för en stor allmän publikkrets. Kända melodier som Alpens ros, Lejonbruden, Apladalsvisan, Nicolina, Lili Marlene, När som sädesfälten böja sig för vinden och Zandahls kanon (Skånska slott och herresäten) förekommer till flera texter. Melodiskt präglas dessa melodier av det tidiga 1900-talets musikaliska konventioner – många är valser med utpräglad durmelodik, inte sällan baserad på treklanger. Det är också värt att uppmärksamma att sångstilen i de flesta fall präglas av ett populärmusikaliskt stilideal snarare än ett folkligt. Stilstudier av folklig sång visar att ett folkligt sångideal som på många sätt skiljer sig från konstmusikens sångstilar och hur man sjunger inom populärmusiken. 

## Text
Repertoaren av fängelsevisor kan delas in i två kategorier – en äldre och nyare repertoar. I den äldre repertoaren är det ofta fången som individ som talar. Visornas jag är fången själv, som talar i första person genom vistexten. Det är fången själv som uttrycker lidande, längtan och ånger. Detta individuella uttryck återfinns i hög utsträckning i äldre visor, och med äldre menas i det här fallet en tillkomst fram till och med 1950-talet. Men det individuella tilltalet i första person återfinns även i 1970-talets kåklåtar och det är därför vanskligt att göra en rent kronologisk indelning.
I den senare repertoaren med början under 1960-talet finns ofta ett politiskt budskap och en samhällskritik. En aning generaliserat kan man säga att texten och sångaren talar för kollektivet fångar. Samtidigt är även många av dessa visor skrivna i jag-form, men budskapet förmedlar ofta en bild av en situation som kan tänkas gälla för fängelsemiljöer i allmänhet.
I samband med att fängelsevisorna blev mer politiska etablerades beteckningen "kåklåtar". Begreppet "kåksånger" används första gången i Dagens Nyheter i mars 1971 i samband med en utställning och en musikföreställning på anstalten Hall. Beteckningen "kåkvisor" används så tidigt som 1956 av signaturen ”Bang” (Barbro Alving) i artikeln Alltid en krogsväng först för flickorna på lösen där hon i artikelserien "Bang på Långholmen" skildrade livet på Långholmens kvinnoavdelning. 

## Insamling och forskning
I mitten av 1960-talet och början av 1970-talet gjorde Svenskt visarkiv inspelningar av visor på svenska fängelser inom ramen för två olika dokumentationsprojekt. Syftet med det första projektet var att dokumentera den repertoar av så kallade kåkvisor som av tradition funnits på svenska fängelser och som av insamlarna uppfattades vara på utdöende. Inspirationen kom bland annat från ett danskt insamlingsprojekt av visor bland Köpenhamns hemlösa, som resulterade i boken Prinser og vagabonder av Anders Enevig i samarbete med Dansk folkemindesamling.
2017 släpptes boken Kåklåtar av Dan Lundberg. Boken är resultatet av forskningsprojektet Utanförskapets röster som bedrivits vid Svenskt visarkiv. I projektet studerades visor som har sitt ursprung i socialt utanförskap.  Boken Kåklåtar har översatts till engelska och publicerades 2018 med titeln Singing Through the Bars.

## Frontfigurer
Lennart "Konvaljen" Johansson fick ett stort medialt genombrott via lp:n Kåklåtar och blev känd utanför den interna fängelsekretsen. Genom tidningsartiklar, tv- och radioprogram och ett stort antal konserter blev han något av en förgrundsgestalt för genren. Detta avspeglas i det material som insamlats.